# Liste der Flaggen im Landkreis Calw
Diese Liste beinhaltet alle Flaggen im Landkreis Calw in Baden-Württemberg.
In Baden-Württemberg werden zweibahnige Flaggen verliehen, deren Farben den Wappenfarben entsprechen. Dabei wird oft als erste Farbe der Flagge (links vom Betrachter) die Farbe der Wappenfigur und als zweite Farbe die des Wappengrundes genommen. Flaggen, die vor Inkrafttreten der deutschen Gemeindeordnung 1935 geführt wurden, dürfen beibehalten werden, auch wenn diese nicht den heutigen Bestimmungen in Baden-Württemberg entsprechen.

## Landkreis Calw
| Landkreis      | Flagge | Kommentare |
| Landkreis Calw |        | Wappen am 10. Dezember 1973 verliehen: „In Gold auf blauem Dreiberg, aus dem eine silberne Quelle sprudelt, ein stehender, blau gekrönter und blau bezungter roter Löwe.“ Flagge: Rot-Gelb. |

## Flaggen der Städte im Landkreis Calw
| Stadt                  | Flagge | Kommentare |
| Altensteig             |        | Wappen mit Hirschstange über Serpentinen des Weges im Siegel seit 1604. Zeichnung und Farbgebung im Jahre 1935 festgelegt: „In Gold (Gelb) unter einer liegenden schwarzen Hirschstange auf grünem Berg eine rotbedachte silberne (weiße) Burg, zu der ein goldener (gelber) Weg hinaufführt.“ Flagge: Gelb-Grün. |
| Bad Herrenalb          |        | Wappen mit schräggekreuztem Balken und Abtsstab im Siegel um 1800. Ehemaliges Wappen des Zisterzienserklosters Herrenalb Ende des 19. Jahrhunderts übernommen: „In Schwarz ein doppelreihig rot-silbern (weiß) geschachter Schräglinksbalken, überdeckt mit einer rot gefütterten silbernen (weißen) Albe, durch die ein pfahlweis gestellter, linksgewendeter goldener (gelber) Abtsstab gesteckt ist.“ Flagge: Rot-Weiß. |
| Bad Liebenzell         |        | Wappenführung seit dem 17. Jahrhundert, durch Siegelführung seit 1604 belegt. Heutige Farbgebung und Flagge im Jahre 1914 festgelegt: „In Blau unter einer liegenden schwarzen Hirschstange in silbernem (weißem) Zelt mit goldener (gelber) Spitze auf schwarz-golden (gelb) geschachtem Boden eine goldene (gelbe) Badewanne, in der ein badender Mann sitzt.“ Flagge: Weiß-Blau.                                        |
| Bad Teinach-Zavelstein |        | Wappen und Flagge vom Landratsamt Calw am 13. Februar 1981 verliehen: „In erhöht geteiltem Schild oben in Gold (Gelb) drei schwarze Hirschstangen übereinander, unten von Rot und Gold (Gelb) zu zwölf Plätzen geschacht.“ Flagge: Rot-Gelb. |
| Bad Wildbad            |        | Wappen und Flagge vom Landratsamt Calw am 11. August 1981 verliehen: „In Gold (Gelb) zwei grüne Tannen, deren linke die rechte teilweise verdeckt; beide überdeckt mit einer aus dem Unterrand aufsteigenden, geteilten silbernen (weißen) Fontäne.“ Flagge: Grün-Gelb. |
| Calw                   |        | Wappen der Grafen von Calw im ältesten Siegel von 1277; Farbgebung seit 1535 belegt; Vierberg später als Dreiberg wiedergegeben. Wappen und Flagge vom Regierungspräsidium Karlsruhe am 20. Juli 1976 neu verliehen: „In Gold (Gelb) auf blauem Dreiberg ein stehender blau bezungter und blau gekrönter roter Löwe.“ Flagge: Rot-Gelb.                                                                                    |
| Haiterbach             |        | Wappenführung seit dem 14. Jahrhundert, durch Siegelführung belegt. Heutige Form seit dem Jahre 1902: „In geteiltem Schild oben in Silber (Weiß) ein roter Adlerfang, unten von Rot und Silber (Weiß) senkrecht gerautet.“ Flagge: Rot-Weiß. |
| Nagold                 |        | Wappenführung seit dem 14. Jahrhundert, durch Siegelführung seit 1308 belegt. Nagel seit 1592 in Wappen außerhalb der Siegel, seit 1936 in Siegeln. Heutige Form seit dem Jahre 1977: „In von Silber (Weiß) und Rot geteiltem Schild ein blauer Nagel.“ Flagge: Rot-Weiß. |
| Neubulach              |        | Gekrönter Adler im frühesten Siegel von 1300. Heutige Form des Wappens mit Flagge vom Landratsamt Calw am 19. November 1976 verliehen: „In Gold (Gelb) ein rot bewehrter, rot bezungter und rot gekrönter schwarzer Adler, belegt mit einem silbernen (weißen) Brustschild, worin schräggekreuzt ein roter Schlegel und ein rotes Eisen.“ Flagge: Schwarz-Gelb.                                                            |
| Wildberg               |        | Wappenführung seit dem 14. Jahrhundert, durch Siegelführung seit 1308 belegt. W in Siegel ab 1593; Hirschstange seit 1612. Wappen und Flagge vom Landratsamt am 20. Januar 1976 neu verliehen: „In von Silber (Weiß) und Rot geteiltem Schild oben eine liegende schwarze Hirschstange, unten der silberne (weiße) Großbuchstabe W.“ Flagge: Weiß-Rot.                                                                     |

## Flaggen der Gemeinden im Landkreis Calw
| Gemeinde         | Flagge | Kommentare |
| Althengstett     |        | Wappen in heutiger Form und Tingierung seit 1952, Flagge vom Landratsamt Calw am 8. Juni 1982 verliehen: „In Blau auf grünem Boden ein steigender silberner (weißer) Hengst.“ Flagge: Weiß-Blau. |
| Dobel            |        | Wappen und Flagge vom Innenministerium am 25. Januar 1968 verliehen: „In Blau eine hinter einem grünen Dreiberg aufgehende goldene (gelbe) Sonne.“ Flagge: Gelb-Blau. |
| Ebhausen         |        | Wappen und Flagge vom Landratsamt Calw am 10. Februar 1984 verliehen: „In von Gold (Gelb) und Schwarz gespaltenem Schild ein erniedrigter roter Balken, rechts oben eine schwarze Axt.“ Flagge: Schwarz-Gelb. |
| Egenhausen       |        | Wappen und Flagge vom Innenministerium am 10. April 1969 verliehen: „In Rot eine Silberdistel mit silberner (weißer) Blüte, bewurzeltem goldenen (gelben) Stengel und sechs goldenen (gelben) Blättern.“ Flagge: Weiß-Rot. |
| Enzklösterle     |        | Wappen und Flagge vom Innenministerium Württemberg-Hohenzollern am 25. Mai 1950 verliehen: „In Gold (Gelb) ein blauer Wellenschrägbalken, belegt mit einem goldenen (gelben) Floß.“ Flagge: Blau-Gelb. |
| Gechingen        |        | Wappen und Flagge vom Innenministerium am 18. Juli 1955 verliehen: „In Gold (Gelb) auf blauem Dreiberg ein roter Löwe, in den Vorderpranken einen blauen Abtsstab haltend.“ Flagge: Rot-Gelb. |
| Höfen an der Enz |        | Wappen seit 1907 geführt. Flagge vom Innenministerium am 2. Juli 1958 verliehen: „In Silber (Weiß) ein grüner Dreiberg, auf dem rechten Berg ein roter Zinnenturm, auf dem mittleren und linken je ein rotes Giebelhaus.“ Flagge: Rot-Weiß. |
| Neuweiler        |        | Wappen und Flagge vom Innenministerium am 4. Juli 1967 verliehen, vom Landratsamt Calw am 22. November 1976 neu verliehen: „In Gold (Gelb) ein mit dem Mundstück nach links gerichtetes schwarzes Hifthorn mit silbernen (weißen) Beschlägen und roter Fessel.“ Flagge: Schwarz-Gelb.                                                                                       |
| Oberreichenbach  |        | Wappen und Flagge vom Landratsamt Calw am 5. September 1983 verliehen: „Über einer erniedrigten blauen Wellenleiste in Gold (Gelb) vier bewurzelte grüne Tannen, unten von Gold (Gelb) und Rot geschacht zu zehn Plätzen.“ Flagge: Rot-Gelb. |
| Ostelsheim       |        | Wappen vom Innenministerium Württemberg-Hohenzollern am 20. Februar 1948 verliehen: „In von Gold (Gelb) und Schwarz geteiltem Schild oben ein silbern (weiß) bewehrter und silbern (weiß) bezungter wachsender schwarzer Löwenrumpf, unten ein vierspeichiges goldenes (gelbes) Rad.“ Flagge: Gelb-Schwarz.                                                                 |
| Rohrdorf         |        | Wappen im Jahre 1956 endgültig festgelegt: „In von Rot und Silber (Weiß) geteiltem Schild oben ein silbernes (weißes) Johanniterkreuz.“ Flagge: Weiß-Rot. |
| Schömberg        |        | Wappen und Flagge vom Landratsamt Calw am 10. Mai 1979 verliehen: „Über dreimal von Silber (Weiß) und Blau wellenförmig geteiltem Wellenschildfuß in Silber (Weiß) ein grüner Dreiberg, hinter der mittleren Kuppe aufsteigend eine rote Sonne mit elf roten Strahlen, auf den äußeren Kuppen je eine grüne Tanne.“ Flagge: Grün-Weiß.                                      |
| Simmersfeld      |        | Wappen im Jahre 1957 festgelegt, zusammen mit Flagge vom Landratsamt Calw am 5. Mai 1982 verliehen: „In Rot schräggekreuzt eine goldene (gelbe) Axt und ein gestürztes goldenes (gelbes) Schwert, darüber ein linksgewendeter, balzender goldener (gelber) Auerhahn auf goldenem (gelbem) Ast.“ Flagge: Gelb-Rot.                                                           |
| Simmozheim       |        | Wappen im Jahre 1956 angenommen, Flagge vom Landratsamt Calw am 29. September 1983 verliehen: „In Rot ein goldener (gelber) Löwe mit einem silbernen (weißen) Abtsstab in den Vorderpranken, links oben ein silberner (weißer) Stern.“ Flagge: Gelb-Rot. |
| Unterreichenbach |        | Geteilter Schild mit Hirschstange und Initialen in Schultheißenamtssiegel im 19. Jahrhundert; Wappen in heutiger Form im Jahre 1934 festgelegt. Flagge vom Landratsamt Calw am 2. August 1983 verliehen: „In Silber (Weiß) ein blauer Wellenbalken, darüber eine liegende schwarze Hirschstange, darunter die schwarzen lateinischen Großbuchstaben UR.“ Flagge: Blau-Weiß. |